# George Nichols
George Nichols (28 de outubro de 1864 – 20 de setembro de 1927), frequentemente creditado como George O. Nicholls, foi um ator e diretor de cinema norte-americano da era do cinema mudo, que atuou em 221 filmes entre 1908 e 1928. Ele também dirigiu 103 filmes entre 1911 e 1916, e escreveu 4 roteiros para o cinema.

## Biografia
George Nichols nasceu em Rockford, Illinois. Atuou no teatro por quatorze anos em São Francisco e Chicago, depois iniciando no cinema. O primeiro filme em que atuou foi Behind the Scenes, ao lado de Florence Lawrence, em 1908, um filme de D. W. Griffith. O último filme em que atuou foi The Wedding March, em 1928, sob direção de Erich von Stroheim.
O primeiro filme a dirigir foi The Higher Law (1911), para a Thanhouser Film Corporation. Dirigiu várias comédias, algumas com Fatty Arbuckle, como He Would a Hunting Go (1913) e Fatty at San Diego (1913), outras com Charles Chaplin, como His Favourite Pastime (1914) e Cruel, Cruel Love (1914), entre outras. Sua última direção foi The Grinning Skull (1916), para a Selig Polyscope Company.

## Vida pessoal
Casou com a atriz Viola Alberti em 1896, e ficaram casados até a morte dele. Tiveram um filho, o também ator George Nichols Jr.	Faleceu em Hollywood, Califórnia, em 20 de setembro de 1927.

## Filmografia selecionada
Como ator
- Behind the Scenes (1908)
- The Heart of O'Yama (1908)
- A Smoked Husband (1908)
- The Pirate's Gold (1908)
- The Hessian Renegades (1909)

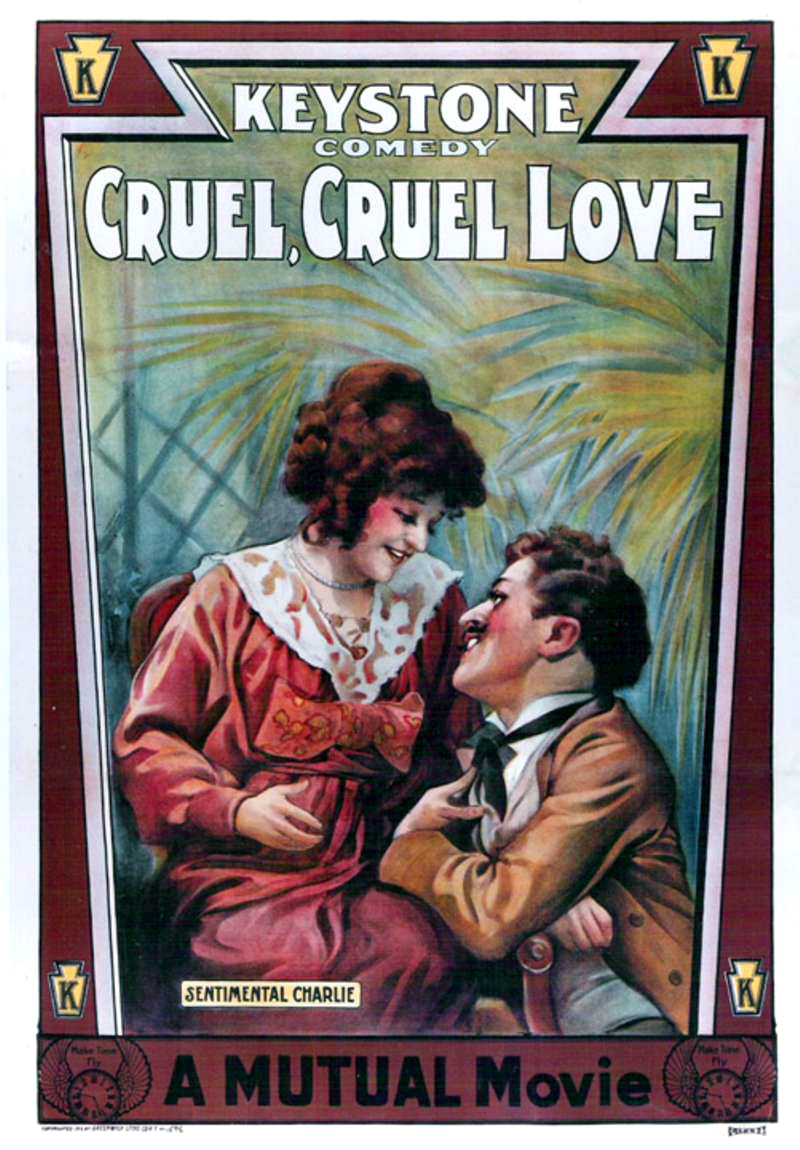
Cartaz do filme Cruel, Cruel Love (1914), protagonizado por Charles Chaplin e Minta Durfee, e dirigido por Nichols

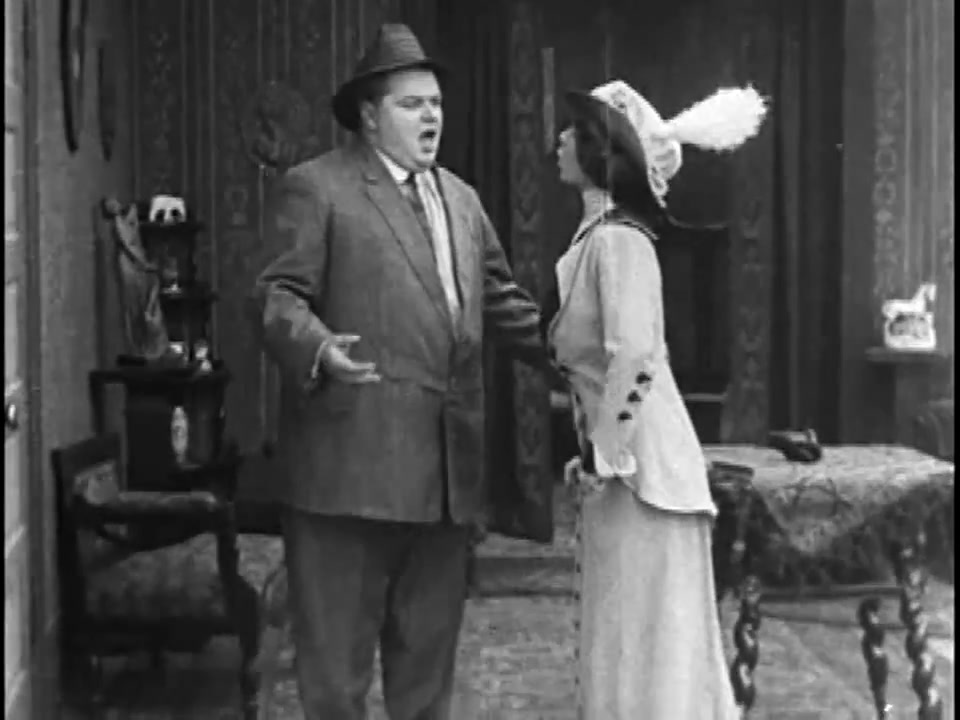
Cena do filme A Flirt's Mistake (1914), com Fatty Arbuckle e Minta Durfee.

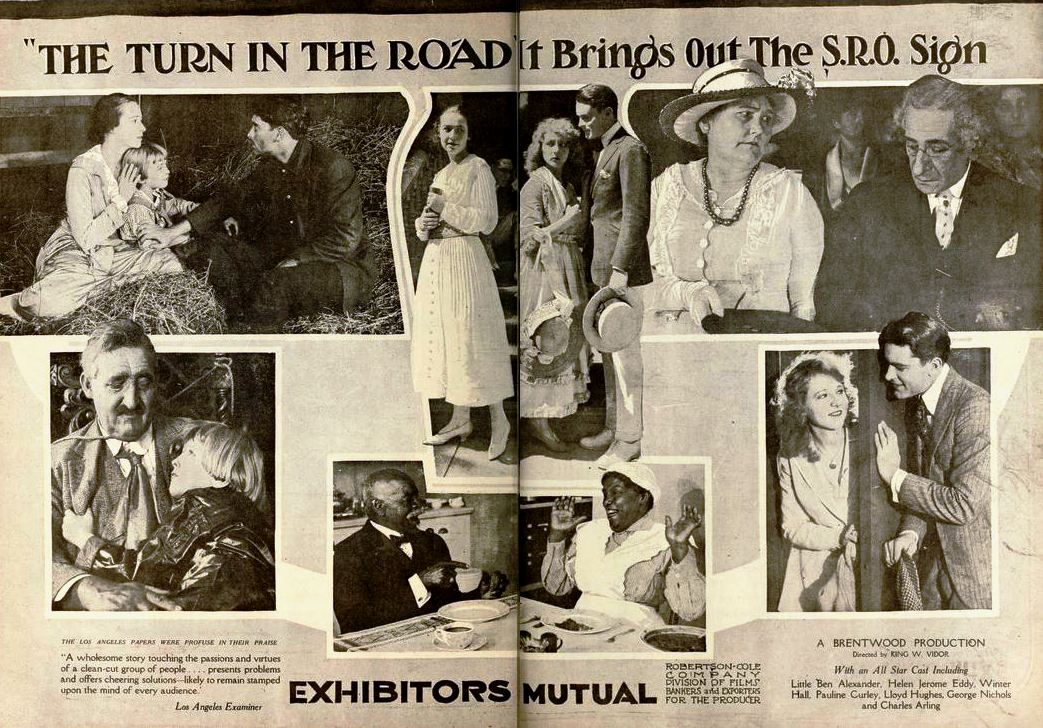
The Turn in the Road (1919), com George Nichols, Lloyd Hughes, Winter Hall, Helen Jerome Eddy, Pauline Curley, Ben Alexander, Charles Arling, e alguns atores não identificados.

- The Death Disc: A Story of the Cromwellian Period (1909)
- The Red Man's View (1909)
- In Little Italy (1909)
- To Save Her Soul (1909)
- The Day After (1909)
- The Sealed Room (1909)
- The Rocky Road (1910)
- The Two Brothers (1910)
- The Unchanging Sea (1910)
- What the Daisy Said (1910)
- A Flash of Light (1910)
- Heart Beats of Long Ago (1911)
- What Shall We Do with Our Old? (1911)
- The Lily of the Tenements (1911)
- The Lonedale Operator (1911)
- Enoch Arden (1911)
- Fighting Blood (1911)
- Two Daughters of Eve (1912)
- Heredity (1912)
- The Unwelcome Guest (1913)
- A Little Hero (1913)
- Some Nerve (1913)
- The Under-Sheriff (1914)
- A Flirt's Mistake (1914)
- In the Clutches of the Gang (1914)
- Mickey (1918)
- A Romance of Happy Valley (1919)
- The Turn in the Road (1919)
- The Greatest Question (1919)
- Victory (1919)
- Shame (1921)
- The Family Honor (1920)
- The Queen of Sheba (1921)
- The Fox (1921)
- Molly O (1921)
- The Ghost Patrol (1923)
- The Phantom Fortune (1923)
- The Extra Girl (1923)
- The Red Lily (1924)
- Proud Flesh (1925)
- The Goose Woman (1925)
- Flames (1926)
- Gigolo (1926)
- The Wedding March (1928)

Como diretor
- The Higher Law (1911)
- Cinderella (1911)
- Nicholas Nickelby (1912)
- A Little Hero (1913)
- Fatty at San Diego (1913)
- Wine (1913)
- Fatty Joins the Force (1913, ator e diretor)
- A Ride for a Bride (1913)
- Fatty's Flirtation (1913)
- His Sister's Kids (1913)
- He Would a Hunting Go (1913)
- The Under-Sheriff (1914)
- A Flirt's Mistake (1914)
- In the Clutches of the Gang (1914)
- Rebecca's Wedding Day (1914)
- A Robust Romeo (1914)
- Twixt Love and Fire (1914)
- A Film Johnnie (1914)
- His Favourite Pastime (1914)
- Cruel, Cruel Love (1914)
- The Star Boarder (1914)